# Ermita de El Salto al Cielo

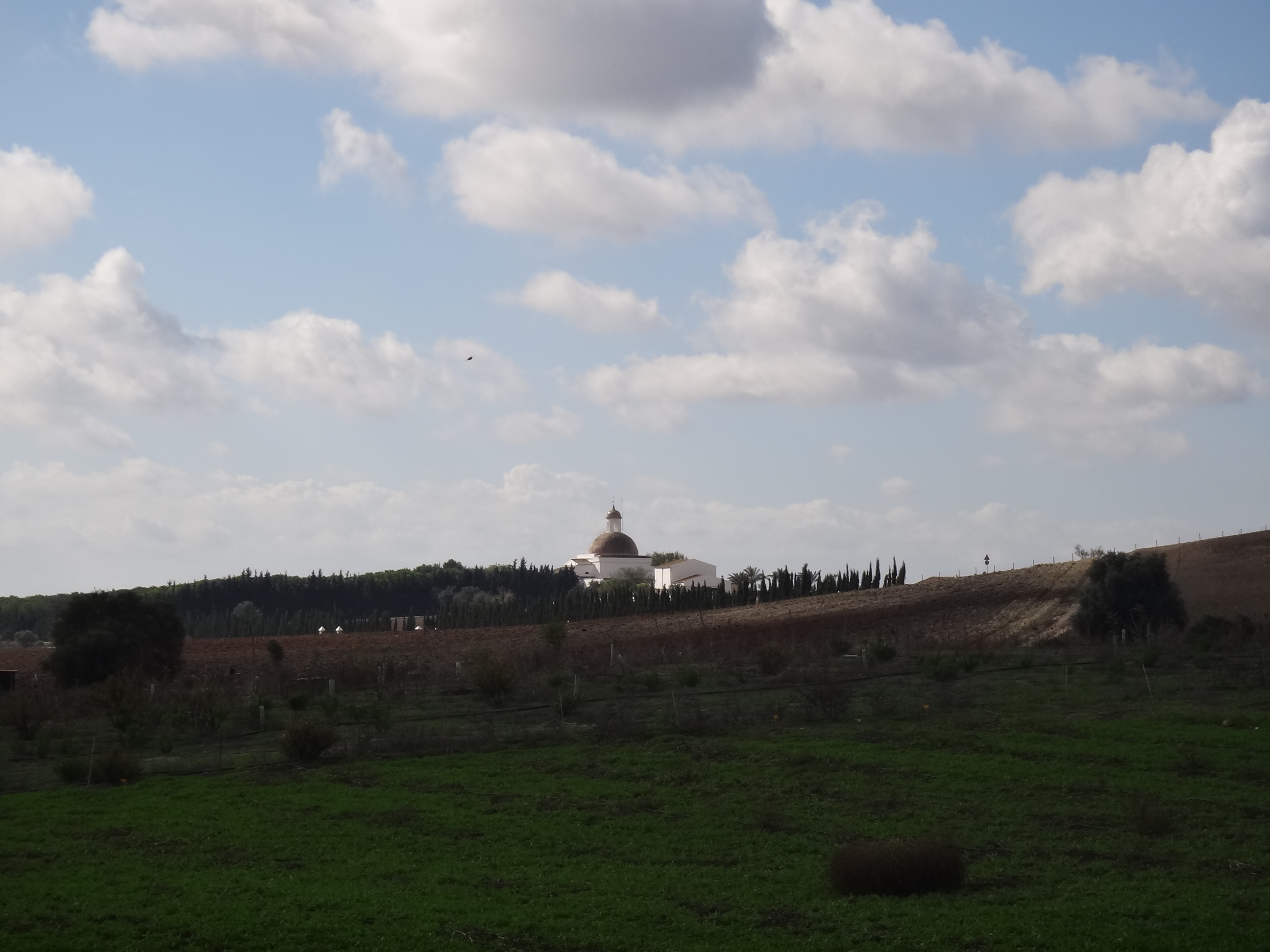
Ermita

La ermita de Salto al Cielo es una construcción religiosa del siglo XVIII situada en la campiña de Jerez y accesible desde la carretera que une las pedanías jerezanas de Cuartillos y San Isidro del Guadalete.

## Construcción
Fue construida por los monjes cartujos a una legua del Monasterio de la Cartuja de Jerez, en el que de hecho se encuentran trazados en los suelos los planos de la ermita.

## Uso
La ermita fue un importante centro agrícola y ganadero, cuidando especialmente al caballo cartujano.